# Maera dubia
Maera dubia är en kräftdjursart. Maera dubia ingår i släktet Maera och familjen Melitidae. Inga underarter finns listade i Catalogue of Life.